# برتقال بري هندي
البرتقال البري الهندي (الاسم العلمي: Citrus indica) هو نوع من النباتات يتبع جنس الليمون من الفصيلة السذابية. موطنه بلاد الهند. يستخدم هذا النوع للأغراض الطبية والروحية من قبل شعب الغارو. تستخدم الفاكهة في علاج اليرقان وأمراض المعدة لدى الإنسان والحيوان، كما أنها تستخدم لعلاج الجدري. كما أنها تستخدم لأغراض روحية. من المحتمل أن يكون هذا النبات البرتقالي البري أحد أسلاف ثمار الحمضيات المزروعة اليوم، إن لم يكن السلف الرئيسي. يعتبر من أكثر الحمضيات «بدائية». يمكن استخدامه كطعوم جذرية في زراعة الحمضيات.
أكدت عمليات البحث الأخيرة عن نطاق الإنتشار والمواطن لهذا النبات وجوده فقط في ميغالايا حيث ينمو في تلال غارو.